# San Jorge y el dragón (Rafael)
San Jorge y el dragón (en italiano San Giorgio e il drago) es una pintura del artista del Alto Renacimiento italiano Rafael Sanzio, que data alrededor de 1504-1506. Es un cuadro de tamaño muy pequeño, con unas dimensiones de 28.5 centímetros de alto y 21.5 cm de ancho. Se conserva en la Galería Nacional de Arte de Washington D. C., Estados Unidos.
San Miguel, San Jorge y el dragón en el Louvre, y este otro San Jorge de la Galería Nacional de Arte de Washington, están unidos tanto por su tema —un joven armado luchando contra un dragón— y por elementos estilísticos. Los tres cuadros pertenecen al periodo florentino de Rafael y reflejan aquellos estímulos que recibió de los grandes maestros que trabajaban en Florencia o cuyas pinturas podían verse allí. La influencia de Leonardo —cuyos guerreros luchando en la Batalla de Anghiari (1505) en el Palacio de la Señoría proporcionaron un extraordinario ejemplo de arte marcial (la pintura se deterioró muy rápidamente debido a las insuficiencias de Leonardo en la técnica experimentada y por lo tanto ya no es visible)— predomina en estas obras. Pero las referencias a la pintura flamenca —particularmente la de Hieronymus Bosch (la luz deslumbrante y los monstruos humanoides que pueblan el San Miguel son característicos del Bosco)— sugieren el entorno de Urbino, donde las influencias nórdicas eran aún bastante vívidas.
Estos pequeños paneles indican un momento en el que el pintor recoge los frutos estilísticos de lo que hasta aquel momento había asimilado y, al mismo tiempo, plantea problemas pictóricos que se desarrollarán en el futuro.
La pintura solía ser el plato fuerte de la colección de Pierre Crozat que fue adquirida a través de la mediación de Diderot por Catalina II de Rusia en 1772. Durante un siglo y medio, la tabla colgó en el Museo Imperial del Hermitage. Era una de las pinturas más populares de toda la colección de los zares. En marzo de 1931, los bolcheviques vendieron la pintura a Andrew Mellon, quien la cedió a la galería de Washington.